# ۷۵۶ (خورشیدی)
۷۵۶ هفتصد و پنجاه و ششمین سال هجری خورشیدی است.